# アマデウス (CRS)
アマデウス（Amadeus）は、航空・鉄道・ホテルなどで使用されているコンピュータ予約システム（CRS、GDS）である。

## 概要
スペインのマドリードに本社を置く、アマデウスITグループが所有している。
中央データベースは、ドイツのエルディングにある。
主要な開発拠点は、バンガロール（インド）、ソフィア・アンティポリス（フランス）、ボストン（アメリカ合衆国）にある。
航空会社に加え、CRSはまた、列車、クルーズ、レンタカー、フェリー、ホテルの部屋を予約するために使用される。
アマデウスはまた、航空会社に新世代出発制御システムを提供する。
 
アマデウスITグループは、世界的な旅行・観光産業のためのトランザクション・プロセッサである。
世界的な流通システム、ITソリューションの事業領域、会社は二つの重要な関連分野を中心に構成されている。
アマデウスは、国際航空運送協会（IATA）、OTA、SITAのメンバーである。
IATA航空会社のdesignator codeは「1A」である。

### ほかの主要な予約システム
- SABRE